# Ashraf
Pour le personnage historique, voir Ashraf (Ghilzai).
Ashraf (arabe : أشراف) est un mot arabe qui fait référence à un descendant de Mahomet par sa fille Fatima Zahra. C'est la forme superlative de sharīf "noble", venant de sharafa "être de haute naissance" s'il est prononcé avec un long ā dans la seconde syllabe (أشراف /ašrāf/). Prononcé avec un a court (أشرف /ašraf/) c'est la forme intensive de sharīf signifiant "très noble".

## Source
- (en) Cet article est partiellement ou en totalité issu de l’article de Wikipédia en anglais intitulé « Ashraf » (voir la liste des auteurs).